# Cayo Suetonio Paulino
Cayo o Gayo Suetonio Paulino  fue un político y general romano que vivió en el siglo I, conocido por ser el comandante que derrotó a la rebelión encabezada por la reina Boudica.

## Carrera
Habiendo sido pretor, fue destinado a Mauritania en el año 42 en calidad de legatus legionis con orden de suprimir una revuelta. Fue el primer romano que cruzó la cordillera del Atlas. Plinio el Viejo describe su histórica marcha en su obra Naturalis Historia.
En el año 59 fue nombrado gobernador de Britania, en sustitución de Quinto Veranio. Paulino continuo la agresiva política de Veranio subyugando a las tribus asentadas en el territorio que hoy en día es Gales, y durante sus dos primeros años en el cargo tuvo éxito. Su reputación como general rivalizaba con la de Cneo Domicio Corbulón. Bajo sus órdenes sirvieron dos futuros gobernadores de la provincia: Quinto Petilio Cerial como legado de la Legio IX Hispana, y Cneo Julio Agrícola como tribuno militar de la Legio II Augusta.

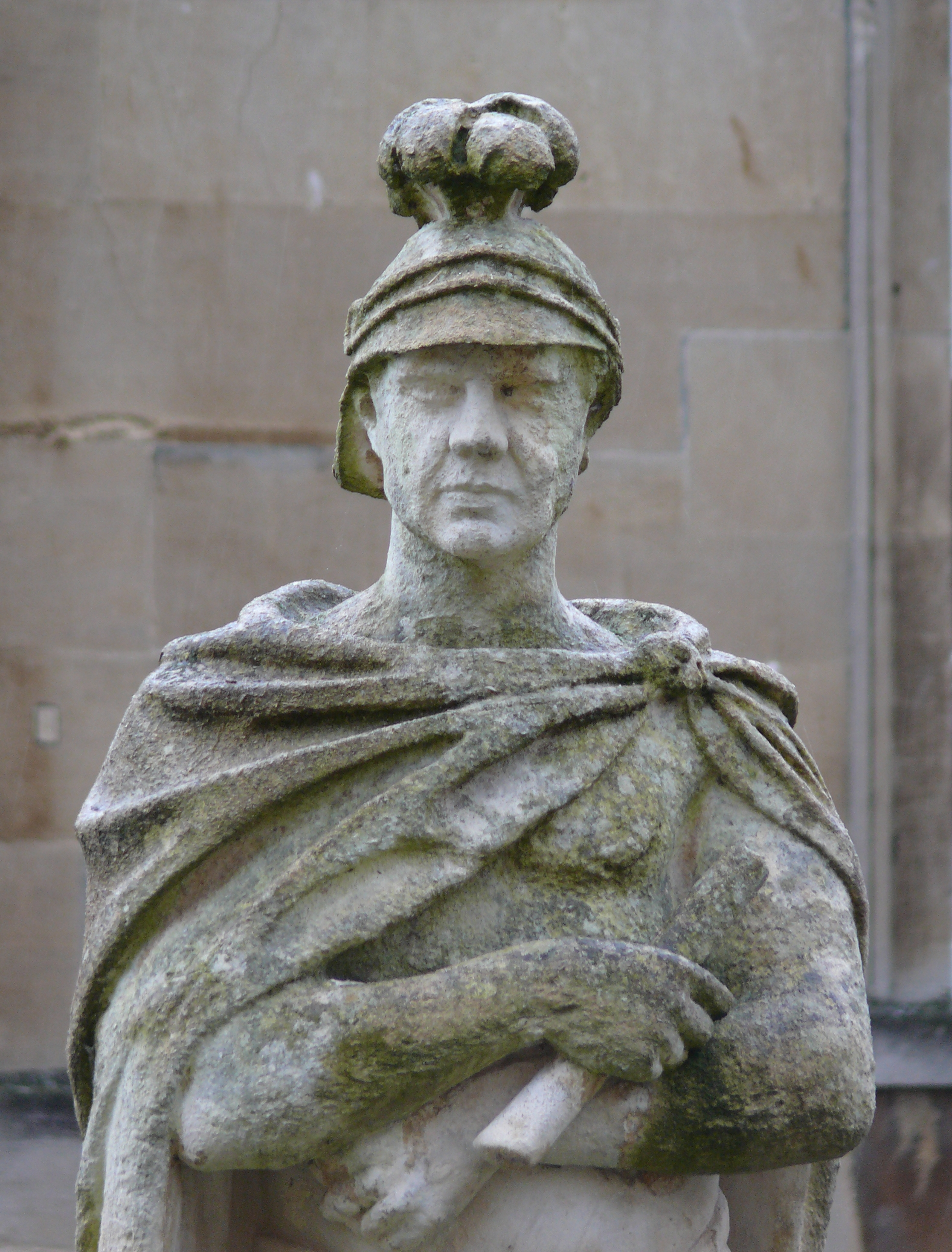
Estatua de Suetonio en las termas romanas de Bath.

En el año 61 Suetonio asedió la isla de Mona (Anglesey), que constituía el refugio central de los druidas fugitivos de la isla y ejercía como su capital. Las tribus del sudeste aprovecharon la ausencia del general y se rebelaron liderados por la reina Boudica de los icenos. La destrucción de la colonia romana ubicada en Camulodunum (Colchester) obligó a la legión dirigida por Petilio Cerial a regresar. Tras arrasar la isla de Man, Suetonio marchó a través de la carretera construida sobre el territorio de Watling Street hacia Londinium (Londres), el próximo objetivo de los rebeldes. Sin embargo, los romanos juzgaron que carecían de suficientes tropas para defender la ciudad y ordenaron su evacuación. A su llegada los rebeldes la destruyeron e hicieron lo mismo con Verulamium (St Albans).
Suetonio reagrupó a las tropas de la XIV Gemina, a algunos destacamentos de la XX Valeria Victrix y a un gran número de tropas auxiliares. La II Augusta, acampada en Exeter, estaba disponible, pero su prefecto, Poenio Póstumo, decidió hacer caso omiso a la llamada. Sin embargo Suetonio fue capaz de reunir una considerable fuerza compuesta por unos diez mil hombres, fuertemente en minoría con respecto a las tropas de Boudica, quien disponís de 100.000 hombres según escribe Tácito y 230.000 según Dión Casio. Los dos ejércitos se enfrentaron en un lugar desconocido en las inmediaciones de un desfiladero boscoso, probablemente en la región de Midlands del Oeste, en lo que se llamó después la Batalla de Watling Street. Durante la batalla, la táctica y la disciplina de las legiones romanas triunfaron sobre las hordas britanas. La huida de los britanos se vio dificultada por la presencia de sus propias familias y sus carros, que habían acampado en un anillo en torno al campo de batalla, y por tanto se convirtió en una auténtica masacre. Tácito estima las bajas de los britanos en unos 80.000 hombres en comparación con los 400 romanos. La propia Boudica se envenenó y Póstumo se suicidó al darse cuenta de que había negado a sus hombres su parte de la victoria.
Tras la gran victoria, Suetonio reagrupó a su ejército, reforzado por legionarios y algunos auxiliares de diferente nacionalidad e inició una serie de expediciones de castigo por el territorio de las tribus que habían apoyado la rebelión de Boudica. El nuevo procurator de la provincia, Cayo Julio Alpino Clasiciano informó al emperador Nerón que las actividades de Paulino estaban destinadas a continuar las hostilidades y se creó un proceso contra el gobernador dirigido por el liberto Policlito. Los investigadores, utilizando como excusa la pérdida de unos barcos, depusieron a Paulino y lo reemplazaron por el más conciliador Publio Petronio Turpiliano.
Suetonio fue designado consul ordinarius en el año 66. En el año 69, durante el año de guerras civiles que siguieron a la muerte de Nerón, conocido como el año de los cuatro emperadores, Suetonio se unió a Otón y fue nombrado comandante y consejero militar. Él y Aulo Mario Celso derrotaron a uno de los generales de Vitelio, Aulo Cecina Alieno en las inmediaciones de Cremona. Sin embargo Suetonio no permitió a sus tropas perseguir a los enemigos derrotados para matarlos y por ello fue acusado de traición. Cuando el ejército de Cecina se unió a las tropas de Fabio Valente Suetonio aconsejó a Otón evitar la batalla, pero no se le escuchó y como resultado se produjo la decisiva derrota del emperador en Bedriacum. Suetonio fue capturado por Vitelio tras la derrota pero obtuvo el perdón del nuevo emperador al clamar que había conducido deliberadamente a la derrota a Otón, aunque esto sea probablemente incierto.

## Apariciones en literatura
- George Shipway. Imperial Governor: The Great Novel of Boudicca's Revolt.